# Fantasy-Jahr 1989
Übersicht

◄◄ | ◄ | 1985 | 1986 | 1987 | 1988 | Fantasy-Jahr 1989 | 1990 | 1991 | 1992 | 1993 | ► | ►►

Weitere Ereignisse

## Ereignisse
- Schneewittchen und die sieben Zwerge wird in die National Film Registry aufgenommen
- Der Zauberer von Oz wird in die National Film Registry aufgenommen
- 3. Fantasy Filmfest 15. – 19. März in Hamburg, in München 18. – 22. Oktober